# Riera de Sant Quirze
La riera de Sant Quirze és una riera dels termes municipals de Castellterçol i Sant Quirze Safaja, a la comarca del Moianès.

## Castellterçol
Es forma a llevant de l'extrem meridional de la vila de Castellterçol, entre el Pla dels Rourets i la Bassola de la Vall, a migdia de la Granja d'Esplugues i al nord de la masia de l'Horta, des d'on davalla cap al sud fins que troba, al sud-est de l'Horta, la riera de Sant Antoni, que hi aflueix per la dreta, al costat nord de la carretera C-59 i a ponent de la masia de Brugueroles i del Pla de Brugueroles. Des d'aquest lloc, continua cap al sud-est, inflexionant gradualment cap al sud, paral·lelament a la carretera esmentada. Rep per la dreta el torrent del Castell poc abans d'arribar al costat de llevant de la masia de la Noguera, lloc on passa entre la Quintana de la Noguera (ponent) i els Camps de la Noguera (llevant) i on troba a la dreta la Font de l'Arç. Sempre amb la carretera C-59 a la dreta, deixa a l'esquerra la Solella de la Noguera, i, alhora, rep per la dreta el torrent de la Guineu. De seguida deixa a ponent la Teuleria i a llevant el Solà del Boix, on acaba el seu recorregut per terres de Castellterçol.

## Sant Quirze Safaja
De seguida que entra en el terme municipal de Sant Quirze Safaja rep per la dreta la riera de Puigcastellar, al cap d'una mica se separa, en un doble meandre, de la carretera que ha anat seguint fins a aquest lloc i rep, també per la dreta, el del Favar. És el darrer tram de la riera, entre la urbanització del Solà del Boix, que queda al nord, la de Can Romera, al sud, el sector de la Tenda i el petit eixample modern del poble, que deixa al sud-oest, fins que, al nord-oest del poble vell de Sant Quirze Safaja, s'aboca en el Tenes.